# Jaxartosaurus
Jaxartosaurus is een geslacht van uitgestorven plantenetende ornithischische dinosauriërs, behorend tot de Euornithopoda, dat tijdens het Laat-Krijt leefde in Azië.

## Vondst en naamgeving
Tussen 1924 en 1926 voerde V.D. Prynada opgravingen uit bij Sary-Agach, Chingeldy, Kazachstan. Daarbij werden resten gevonden van euornithopoden. In 1938 werden die door Anatoli Nikolajewitsj Riabinin benoemd en beschreven als de typesoort Jaxartosaurus aralensis. De geslachtsnaam verwijst naar de Jaxartes, de naam in de klassieke oudheid voor de Syr Darja. De soortaanduiding verwijst naar het Aralmeer.
Riabinin baseerde de soort op een reeks syntypen gevonden in een laag van de Dabrazjinformatie die dateert uit het Coniacien-Santonien en ongeveer vierentachtig miljoen jaar oud is. Deze omvatten de achterkant van een schedel, nog een stuk schedel, een stuk onderkaak, vier halswervels, twee ruggenwervels, een opperarmbeen, een zitbeen, een dijbeen en een scheenbeen. De gevonden fossielen zijn niet van één individu afkomstig. In 1968 werd door Anatoli Konstantinowitsj Rozjdestwenski als lectotype de schedel gekozen, PEN AN SSR I/5009.
Mogelijkerwijs is Procheneosaurus convincens Rozhdestvensky 1968 (= Corythosaurus convincens), gebaseerd op specimen PIN 2230, een skelet van een in 1961 in Kazachstan gevonden jong dier, een jonger synoniem van Jaxartosaurus. Riabinin benoemde in 1938 ook een Bactrosaurus prynadai (= Tanius prynadai), gebaseerd op botfragmenten, die in 1968 herkend en gekozen werd als een jonger synoniem van Jaxartosaurus aralensis.
Een tweede soort, Jaxartosaurus fuyunensis, is in 1984 door de geoloog Wu Shaozu beschreven uit China. Het fossiel is in 1973 door Wu bij Fuyan gevonden in de Ulungurheformatie. Dit holotype heeft geen gepubliceerd inventarisnummer. Het bestaat uit een stuk rechteronderkaak van aanzienlijke grootte. Het wordt gemeenlijk beschouwd als een nomen dubium.

## Beschrijving
De lengte van Jaxartosaurus wordt vaak gegeven als negen meter. Rozjdestwenski diagnosticeert de soort echter als een middelgrote hadrosauride. De schedel van het lectotype is niet speciaal groot met een breedte van vijfentwintig centimeter gemeten over de oogkassen. Jaxartosaurus had op zijn kop wellicht een helmachtige kam. De tandeloze bek had de vorm van een eendensnavel. De kaken waren bezet met een batterij aan tanden. De voorpoten waren duidelijk korter dan de sterke achterpoten, maar desondanks bewoog het dier zich op vier poten voort.
Rozjdestwenski gaf in 1968 een diagnose bestaande uit typerende, zij het niet noodzakelijkerwijs onderscheidende, eigenschappen. De schedel is lag en breed met een helmvormige kam waaraan de voorhoofdsbeenderen en de prefrontalia geen bijdrage leveren. De voorhoofdsbeenderen, de neusbeenderen inkepend, zijn groot en gezwollen en raken de oogkassen niet, ervan gescheiden door de brede band van de prefrontalia en de postorbitalia. De bovenste slaapvensters zijn klein en de binnenranden van hun uithollingen zijn recht, evenwijdig lopend aan de middenlijn van de schedel. Achter de oogkassen is het schedeldak sterk ingesnoerd; op de middenlijn van de wandbeenderen bevindt zich een lage kam. Het breedste punt van de schedel ligt direct achter de oogkassen en is een vijfde breder dan het achterhoofd. Meten we echter het achterhoofd over de zijuitsteeksels van de processus paroccipitales dan is het tamelijk breder, tweeënhalfmaal breder dan de hoogte van de bovenrand tot de onderrand van het achterhoofdsgat. De oogkassen zijn bovenaan tamelijk breed; de onderste slaapvensters zijn spleetvormig met maar een kwart van de breedte van de oogkassen. De bovenste slaapvensters zijn ruitvormig en meer dan anderhalfmaal langer dan breed. De onderkaak heeft vierendertig of vijfendertig tandposities.
Hoewel meestal wordt aangegeven dat Jaxartosaurus een schedelkam bezat, is die in feit niet bij het lectotype bewaard gebleven. Wel is er een soort ruwe verdikking bij de voorste wandbeenderen welke aangesloten kan hebben bij een kam die van de praemaxillae of neusbeenderen naar achteren groeide. Het kan echter ook een beschadiging van het fossiel zijn of het normale uitsteeksel dat contact maakt met de voorhoofdsbeenderen. Eigenaardig is dat de voorhoofdsbeenderen wel een voorste verdikking hebben die opgaande neusbeenderen ondersteund kan hebben maar verder niet bij een kam betrokken lijken. Rozjdestwenski dacht daarom dat de kam helmvormig was met een zijopening als bij Corythosaurus. Gezien de fylogenetisch basale positie van Jaxaratosaurus is het echter ook mogelijk dat de neuskam op de snuit lag.

## Fylogenie
In in 1938 plaatste Riabinin Jaxartosaurus in de Lambeosaurinae. Dat is bevestigd door de meeste moderne analyses, hoewel hij soms basaler geplaatst wordt, buiten de Euhadrosauria. In de Lambeosaurinae neemt hij meestal een erg basale positie in. Michael Brett-Surman dacht in 1979 nog dat het kon gaan om de directe voorouder van Corythosaurus; die gedachte is nu geheel verlaten. Indien Jaxartosaurus echt een lambeosaurine is, gaat het om een van de oudste die bekend zijn. Daaruit is wel afgeleid dat de Lambeosaurinae oorspronkelijk uit Azië afkomstig zijn.

## Levenswijze
Jaxartosaurus leefde in een vrij droog landschap doortrokken met rivieren. Hij at laaggroeiende planten. Er zijn veel fragmenten van andere dinosauriërs opgegraven die wijzen op een rijke fauna van andere Euornithopoda en verder niet geïdentificeerde Ceratopia, Ankylosauria, Sauropoda en Theropoda. Rozjdestwenski ging er in 1968 nog van uit dat Jaxartosaurus in moerassen leefde en zachte waterplanten at. Hij merkte echter op dat er tussen de onderkaken en de schedel veel ruimte was voor wat hij 'schokbrekers' noemde, kraakbeenlagen die de schok van het kauwen moesten dempen. Omdat hij niet kon verklaren waarom Jaxartosaurus bij het eten zoveel kracht moest zetten, nam hij aan dat het dier met een snelle bijtende kaakbeweging kleine waterdieren pakte. Deze hypothese is nu geheel verlaten omdat duidelijk is geworden dat Hadrosauridae met hun tandenbatterij ook zeer taaie kost konden vermalen.